# Dylan Moore
Dylan Moore (Yorba Linda, California, 2 de agosto de 1992) es un jugador profesional estadounidense de béisbol que se desempeña en la posición de jardinero izquierdo en Seattle Mariners, equipo de las Grandes Ligas de Béisbol (MLB).

## Carrera
Fue seleccionado en la séptima ronda en el Draft de la MLB de 2015. En 2019 hizo su debut profesional con el equipo Seattle Mariners, donde lleva jugando seis temporadas.